# 布绍·伊什特万
布绍·伊什特万（匈牙利語：Busa István，1961年5月31日—），匈牙利男子击剑运动员。他曾代表匈牙利参加1988年和1992年夏季奥林匹克运动会击剑比赛，其中1988年奥运会获得一枚铜牌。